# Montagnieu, Ain

Montagnieu este o comună în departamentul Ain din estul Franței.